# Skofnung
Skofnung je bio mač legendarnog danskog kralja Hrólfa Krakija. Kao „najbolji od svih mačeva koji su se nosili u sjevernim zemljama”, bio je poznat po nadnaravnoj oštrini i tvrdoći, kao i po tome što je bio prožet duhovima kraljevih 12 vjernih tjelohranitelja berserkera.

## Legende
Pojavljuje se u sagi koja nije povezana s Hrólfom, u kojoj se kaže da je Islanđanin Skeggi od Midfirtha, koji je pukom srećom odabran da provali u grobnicu i opljačka je, u grobnici pronašao mač.(p17) Drugi slični incidenti nalaze se u nordijskoj književnosti, kao što je Grettir Jaki izvukao mač iz grobnog humka. Događaji koji se tiču povratka Skofnunga povezani su u 9. i 10. poglavlju sage o Kormáksu.
Također se pojavljuje u sagi o Laxdalcima, gdje je mač došao u posjed Eida iz Ása. Eid je sin Skeggija, Islanđanina koji je prvobitno uzeo Skofnung iz groba Hrólfa Krakija. Mač zatim nasljeđuje Eidov rođak Thorkel Eyjólfsson; Eid posuđuje mač Thorkelu da ubije odmetnika Grima, koji je ubio Eidovog sina. Unatoč borbi između Thorkela i Grima, dvojica su naposljetku postali prijatelji, a Thorkel nikada nije vratio mač Eidu.
Skofnung je nakratko izgubljen kada se Thorkelov brod prevrne tijekom plovidbe oko Islanda, a svi oni na njemu se utope. Mač se čvrsto zabije u neki od drva broda i s brodom biva izbačen na obalu. Tako ga je u nekom trenutku povratio Thorkelov sin Gellir, za kojeg se spominje da ga je kasnije u sagi nosio sa sobom. Gellir umire u Danskoj vraćajući se s hodočašća u Rim i pokopan je u Roskildeu, a Skofnung je pokopan s njim (u blizini mjesta gdje je mač isprva izvađen iz grobnog humka), nakon čega ga nitko drugi nije pronašao.(p17)
Prema Eidu, u 57. poglavlju Laxdœla sage, mač se ne smije potezati osim neposredno prije bitke i sunce nikada ne smije obasjati njegov balčak.(p11) Takvo je vjerovanje skladno s mnogim drugim prastarim praznovjerjima, poput molitve za zaštitu groba zapisane na kamenu iz Eggje u Norveškoj. Eid također tvrdi da rana koju napravi Skofnung neće zacijeliti osim ako ju se ne protrlja istoimenim kamenom, koji Eid daje Thorkelu Eyjólfssonu zajedno s mačem.